# Kunde
En kunde er et eller flere mennesker (typisk i form af et firma), der køber en vare eller en serviceydelse, og ofte betjenes af en sælger (salgsassistent).